# K-1 World Grand Prix 2009 Final 16
K-1 World Grand Prix 2009 Final 16 (FieLDS K-1 World Grand Prix 2009 in Seoul FINAL 16) – gala eliminacyjna cyklu K-1 World GP. Wyłoniła ośmiu zawodników, którzy walczyli o mistrzostwo K-1 WGP podczas grudniowego Finału K-1 World GP 2009.

## Uczestnicy
| Uczestnik        | Sposób kwalifikacji                         |
| ---------------- | ------------------------------------------- |
| Peter Aerts      | finalista z 2008 roku                       |
| Remy Bonjasky    | finalista z 2008 roku                       |
| Badr Hari        | finalista z 2008 roku                       |
| Rusłan Karajew   | finalista z 2008 roku                       |
| Jérôme Le Banner | finalista z 2008 roku                       |
| Ewerton Teixeira | finalista z 2008 roku                       |
| Errol Zimmerman  | finalista z 2008 roku                       |
| Zabit Samiedow   | zwycięzca GP Europy                         |
| Jaideep Singh    | zwycięzca GP Azji                           |
| Daniel Ghiță     | zwycięzca turnieju kwalifikacyjnego w Tokio |
| Kyotaro          | mistrz K-1 w wadze ciężkiej                 |
| Semmy Schilt     | mistrz K-1 w wadze superciężkiej            |
| Glaube Feitosa   | dzika karta                                 |
| Melvin Manhoef   | dzika karta                                 |
| Musashi          | dzika karta                                 |
| Alistair Overeem | dzika karta                                 |

## Walki
Walki otwarcia (3x3 min):
- Taisei Ko vs  Myung Hyun-man – Myung przez jednogłośną decyzję (28-30, 27-30, 29-30)
- Song Min-ho vs  Kim Nae-chul – Song przez TKO (zatrzymanie przez lekarza), 2:09 2R

Walka specjalna (kobiety, 3x3 min Ext.1R):
- Lim Su-jeong vs  Chen Qing – Lim przez jednogłośną decyzję (30-29, 30-29, 30-28)

Walka specjalna (K-1 MAX, 3x3 min Ext.1R):
- Lim Chi-bin vs  Tahir Menxhiqi – Lim przez jednogłośną decyzję (30-28, 30-28, 30-28)

Super walka (3x3 min Ext.1R):
- Taiei Kin vs  Cătălin Moroșanu – Kin przez dyskwalifikację (ciosy po gongu), 0:00 2R

Walki Final 16 (3x3 min Ext.2R):
- Remy Bonjasky vs  Melvin Manhoef – Bonjasky przez jednogłośną decyzję (30-29, 30-29, 30-29)
- Errol Zimmerman vs   Glaube Feitosa – Zimmerman przez decyzję większości (29-28, 29-28, 30-30)
- Rusłan Karajew vs  Kyotaro – Karajew przez jednogłośną decyzję (30-28, 30-29, 30-29)
- Ewerton Teixeira vs  Jaideep Singh – Teixeira przez jednogłośną decyzję po dwóch dodatkowych rundach (29-29, 30-30, 29-30; 10-10, 10-10, 10-10; 10-9, 10-9, 10-9)
- Semmy Schilt vs  Daniel Ghiță – Schilt przez jednogłośną decyzję (30-25, 30-26, 30-27)
- Jérôme Le Banner vs   Musashi – Le Banner przez jednogłośną decyzję (30-28, 30-28, 30-28)
- Alistair Overeem vs  Peter Aerts – Overeem przez jednogłośną decyzję (30-27, 30-27, 30-27)
- Badr Hari vs  Zabit Samiedow – Hari przez KO (prawy prosty w korpus), 2:15 1R